# San José Chipila
San José Chipila är en ort i Mexiko.   Den ligger i kommunen Puente Nacional och delstaten Veracruz, i den sydöstra delen av landet, 270 km öster om huvudstaden Mexico City. San José Chipila ligger 169 meter över havet och antalet invånare är 402.
Terrängen runt San José Chipila är kuperad åt sydväst, men åt nordost är den platt. San José Chipila ligger nere i en dal. Runt San José Chipila är det ganska tätbefolkat, med 56 invånare per kvadratkilometer. Närmaste större samhälle är Rinconada, 7,0 km norr om San José Chipila. Omgivningarna runt San José Chipila är en mosaik av jordbruksmark och naturlig växtlighet.